# Сушилино (Белопольский район)
Сушилино (укр. Сушилине) — село,
Жовтневенский поселковый совет,
Белопольский район,
Сумская область,
Украина.
Код КОАТУУ — 5920655312. Население по переписи 2001 года составляло 242 человека .

## Географическое положение
Село Сушилино примыкает к пгт Николаевка.
По селу протекает пересыхающий ручей с запрудами.
Рядом проходят автомобильные дороги Т-1918 и Т-2504.
На расстоянии в 1 км от села проходит газопровод Уренгой-Ужгород.

## Экономика
- Птице-товарная ферма.

## Объекты социальной сферы
- Школа І ст.